# جنیسون (میشیگان)
جنیسون (به انگلیسی: Jenison) یک منطقهٔ مسکونی در ایالات متحده آمریکا است که در شهرستان اتاوا، میشیگان واقع شده‌است. جنیسون ۱۵٫۳ کیلومتر مربع مساحت و ۱۶٬۵۳۸ نفر جمعیت دارد و ۱۸۴ متر بالاتر از سطح دریا واقع شده‌است.